# Velîki Budkî, Nedrîhailiv
Velîki Budkî (în ucraineană Великі Будки) este o comună în raionul Nedrîhailiv, regiunea Sumî, Ucraina, formată numai din satul de reședință.

## Demografie
Componența lingvistică a comunei Velîki Budkî
     Ucraineană (98,02%)
     Rusă (1,73%)
     Alte limbi (0,25%)
Conform recensământului din 2001, majoritatea populației comunei Velîki Budkî era vorbitoare de ucraineană (98,02%), existând în minoritate și vorbitori de rusă (1,73%).